# Ctenochira genalis
Ctenochira genalis là một loài tò vò trong họ Ichneumonidae.